# Striptease

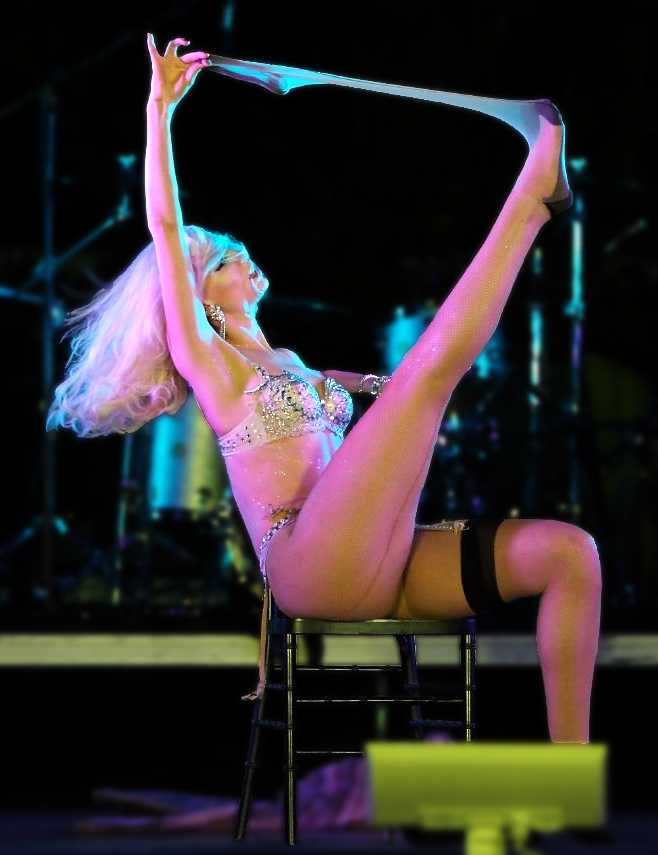
Striptease

Striptease (ˈstrɪptiːz) ist die Kunst der erotischen Entkleidung, besonders auf den Bühnen von Nachtclubs.

## Prinzip
Striptease baut vor allem auf gekonnte Andeutungen und raffinierte Verzögerungen während des verführerischen Tanzes der Stripperin oder des Strippers. Der Begriff stammt aus dem Englischen und setzt sich aus to strip (entkleiden) und to tease (necken, reizen) zusammen. Oft wurden und werden dabei auf der Bühne Geschichten inszeniert, treten die Stripperinnen z. B. in orientalischen Gewändern auf oder verkleiden sich als Salome, Lolita oder Marilyn Monroe. Gefragt sind vor allem Erotik und Sexappeal, persönliche Ausstrahlung und Phantasie.

## Geschichte

### Historische Entwicklung

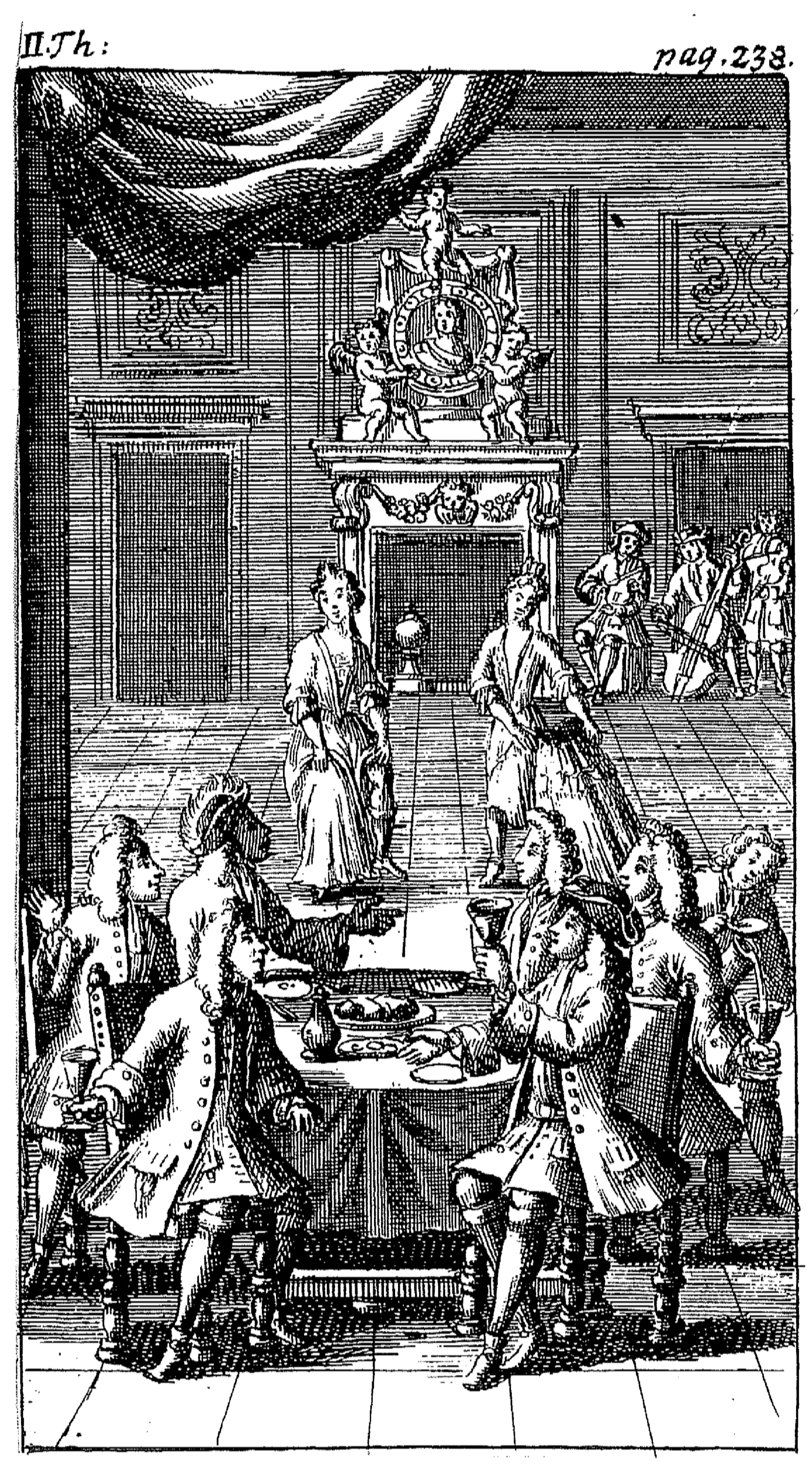
Abbildung zu Der spanische, teutsche, und niederländische Krieg oder: des Marquis von ... curieuser Lebens-Lauff, Band 2 (Franckfurt/ Leipzig, 1720), S. 238.

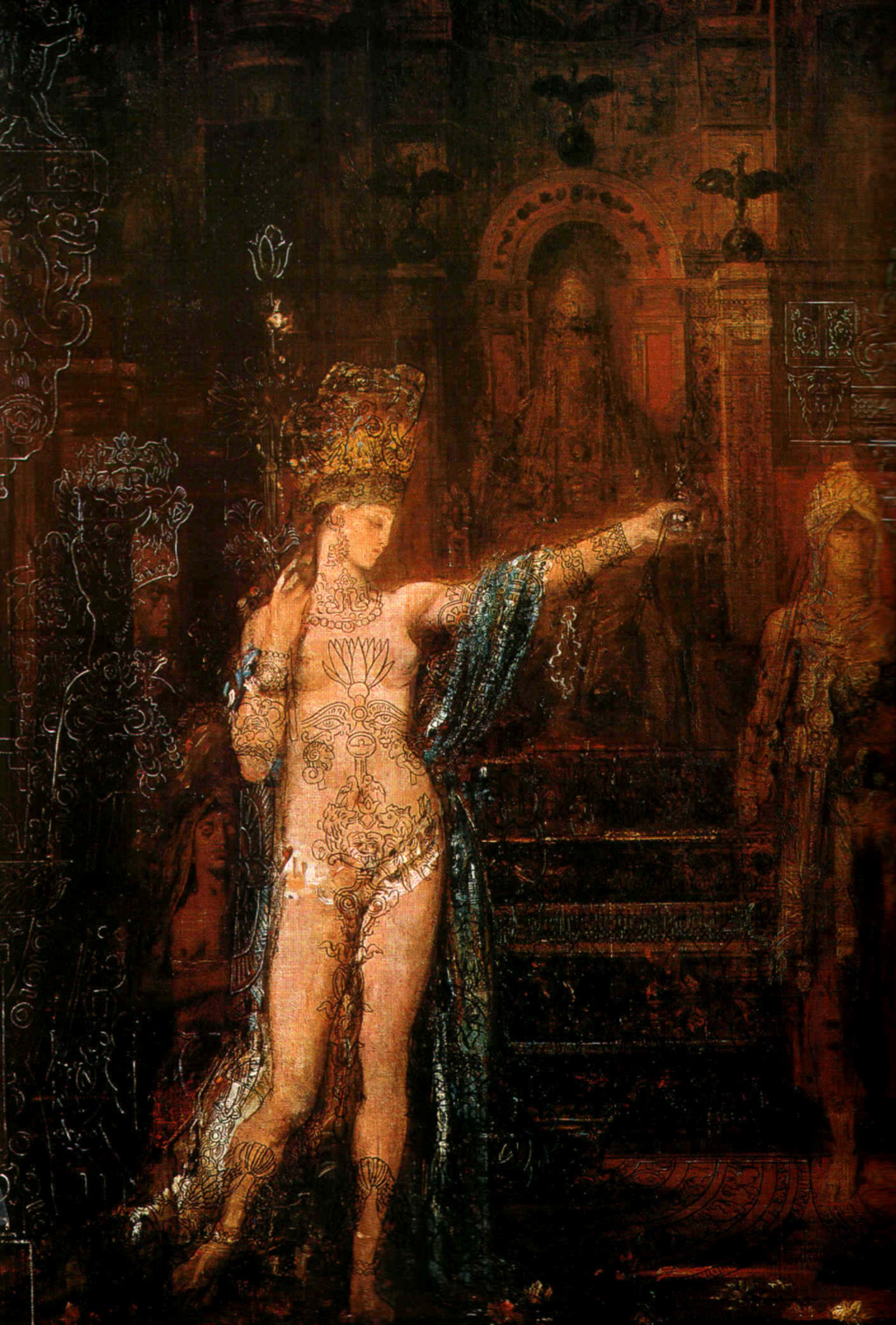
Gustave Moreau – Salome (1878)

Um die Geschichte des Striptease ranken sich verschiedene Vermutungen. Eine davon führt den Striptease auf den Tanz der Tochter der Herodias vor Herodes zurück. Sie wird mit Salome gleichgesetzt. Nach Markus 6,17–29 und Matthäus 14,3–1 soll die Tochter von Herodes’ Frau Herodias, von dieser dazu angestiftet, von Herodes den Kopf Johannes des Täufers als Belohnung für einen Tanz gefordert und erhalten haben. Der Name Salome und ein Schleier wird in den Evangelien nicht genannt.
Eine dezidiert beschriebene und im Bild festgehaltene Darbietung findet sich 1720 in der deutschen Übersetzung des französischen La Guerre D'Espagne (Pierre Marteau, Cologne, 1707). Eine galante Gesellschaft von hohen Aristokraten und Opernsängerinnen hat sich auf ein Gut zurückgezogen, jeder dritte Tag ist der Musik gewidmet:

„Am dritten Tag, so zum Ball und Tanz bestimmt war, spielte man eine der artigsten Kurtzweil, die Herren zu divertieren; Sie hatten ein solches Spectacul, welches ihren Augen alle Schönheit der Natur vorstellte: und wann die Annehmlichkeiten eines wohlgewachsenen Mädgens fähig sind, die Gemüther zu rühren, so kan man sagen, daß unsere Printzen alle Niedlichkeiten der Liebe genossen. Die Tänzerinnen, um ihren Amant desto besser zu gefallen, zohen ihre Kleider ab, und tantzten gantz nackend die schönsten Entrèen und Ballets; einer von den Printzen dirigirte dann diese entzückende Music, und stunde die Schaubühne niemand als diesen Verliebten offen.“

Lydia Thompson und die British Blondes waren 1868 die ersten, die nicht in langen Röcken, sondern in hautengen, aber blickdichten Strumpfhosen und „Skirts“ (knielange Hemdkleider) auf die Bühne traten und zeigten, was bis dahin sorgfältig verborgen blieb: das weibliche Bein. Die Cancan- und Chahut-Tänze aus Paris waren zur damaligen Zeit ebenfalls eine Sensation. Der Cancan galt als wild, anstößig und obszön. In den 1880er Jahren begannen La Goulue und Grille d'Egout ihre Karriere im Élysée-Montmartre auf dem Boulevard Rochechouart. Zusammen mit dem Kapellmeister Louis Dufour gaben sie dem Cancan einen neuen Aufschwung. Sie begeisterte die Zuschauer mit ihren besonderen Tanzeinfällen. Die große Diseuse Yvette Guilbert schreibt über sie in ihren Memoiren:

„Die Goulue in schwarzen Seidenstrümpfen nahm ihren schwarzen Atlasfuß in die Hand und ließ die sechzig Meter Spitzen ihrer Jupons hin- und herkreisen; sie zeigte ihr Höschen, dem drollig ein Herz aufgestickt war, das sich kurios über ihr kleines Hinterteil spannte, wenn sie ihre unehrerbietigen Reverenzen machte; rosa schimmerte die Rosette des Strumpfbandes, und bis auf die feinen Knöchel sank ein köstlicher Spitzenschaum und ließ ihre herrlichen gelenkigen, geistvollen und aufreizenden Beine erscheinen und verschwinden. Mit einem Schwung des Fußes nahm die Tänzerin ihrem Kavalier den Hut ab und setzte sich in die Grätsche, mit starraufrechtem Oberkörper, die schmale Taille in himmelblauer Seidenbluse.“

Am 13. März 1894 wurde der erste öffentlich vorgeführte Striptease im Varietétheater Divan Fayounau in Paris professionell getanzt. Die Künstlerin erhielt deswegen eine Geldstrafe.

### Striptease im 20. Jahrhundert

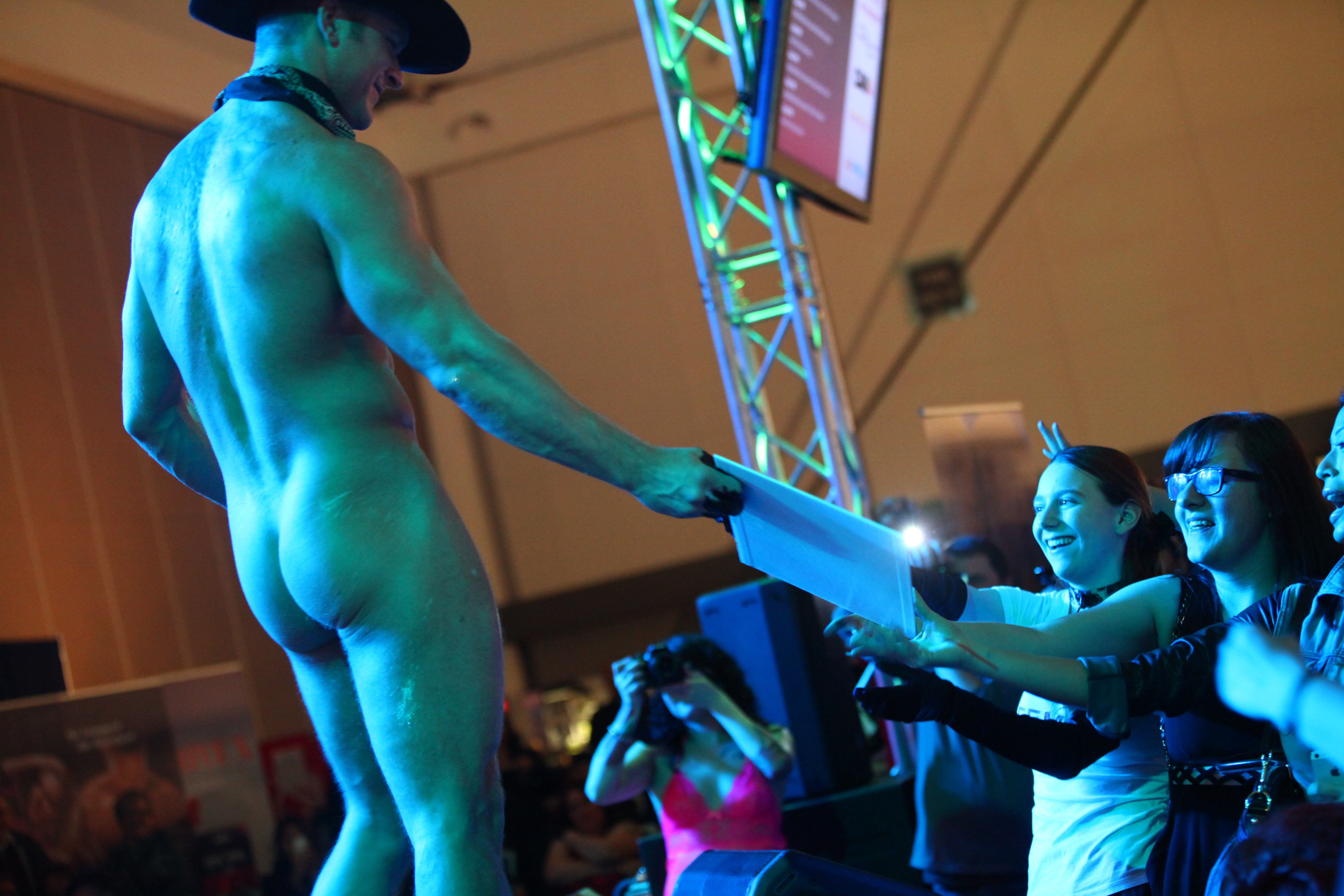
Männerstriptease

Ab 1905 begann eine bis dahin unbekannte Tänzerin unter dem Pseudonym Mata Hari in Paris ihre Karriere als Tänzerin. Auf Einladung des Industriellen Émile Guimet tanzte sie am 13. März 1905 in seinem Museum vor einem ausgesuchten Publikum. Die Szene, in der sie zuletzt „nackt“ zu sehen war, wurde eine Sensation. Es folgten Auftritte in den Salons von Baron von Rothschild, Cécile Sorel, Gaston Menier, Natalie Clifford Barney. Mata Hari hatte Tanz nie erlernt oder sich mit indischen und orientalischen Tänzen (mit denen der Striptease prinzipiell nicht verwandt ist) beschäftigt. Ihre Tänze waren Kreationen ihrer Phantasie. Am 25. Juli 1917 wurde Mata Hari wegen Doppelspionage und Hochverrats von einem französischen Militärgericht zum Tode verurteilt. Am 15. Oktober 1917 wurde sie in Vincennes nahe Paris von einem Exekutionskommando erschossen.
Im Bereich des Bühnentanzes beschäftigten sich um 1900 viele Tänzerinnen mit dem Thema der Salome. Viele der Damen entkleideten sich in ihren Tänzen, einige blieben bekleidet. Das Thema der Salome war ein typisches Fin-de-Siècle-Thema und wurde als „klassisch etablierter“ Vorwand benutzt, um den weiblichen Körper zur Schau zu stellen und zu enthüllen.
Im Berlin der 1920er Jahre wurden die Schauspielerinnen und „Schönheitstänzerinnen“ Celly de Rheidt, Anita Berber und Olga Desmond mit ihren nackt dargebotenen Ausdruckstänzen bekannt. Zu Olga Desmonds Nackttänzen schrieb ein Kritiker: „Die Keuschheit dieser Kunst ergriff aller Herzen und drang durch die dicke Kruste der Vorurteile...“. In der Berliner Nelson-Revue trat Josephine Baker meist ohne den Schurz aus Bananen auf.
Anita Berbers Tänze mit Titeln wie „Kokain“ oder „Tänze des Lasters, des Grauens und der Ekstase“ führten immer wieder zu tumultartigen Szenen während der Auftritte. Bald war sie bekannt und ebenso skandalumwittert und berüchtigt. Ihre exzessive Lebensweise sorgte ebenfalls immer wieder für Skandale. Auch Ödön von Horváth sah in seinem Stück Geschichten aus dem Wiener Wald eine Striptease-Szene vor.
In der Zeit des Nationalsozialismus wurden unter der Bezeichnung Schönheitstanz Nackttänze und Erotik bis in die Kriegsjahre geboten.
Auch nach dem Zweiten Weltkrieg wurde der Striptease als „Schönheitstanz“ dargeboten. Noch in den 1950er Jahren war er unter dieser Bezeichnung in Westdeutschland Bestandteil einer aufblühenden Sexindustrie. Der Playboy Rolf Eden betrieb mit seinen Strip-Shows mehrere Nachtlokale in Berlin. In Paris öffneten gehobene Nachtclubs wie das Alcazar oder das Crazy Horse ihre Pforten und huldigten dem perfekt inszenierten Striptease. In US-Offizierheimen in Deutschland gehörten Nackttanz und Striptease noch in den 1970er Jahren zum Programm.

### Gegenwart

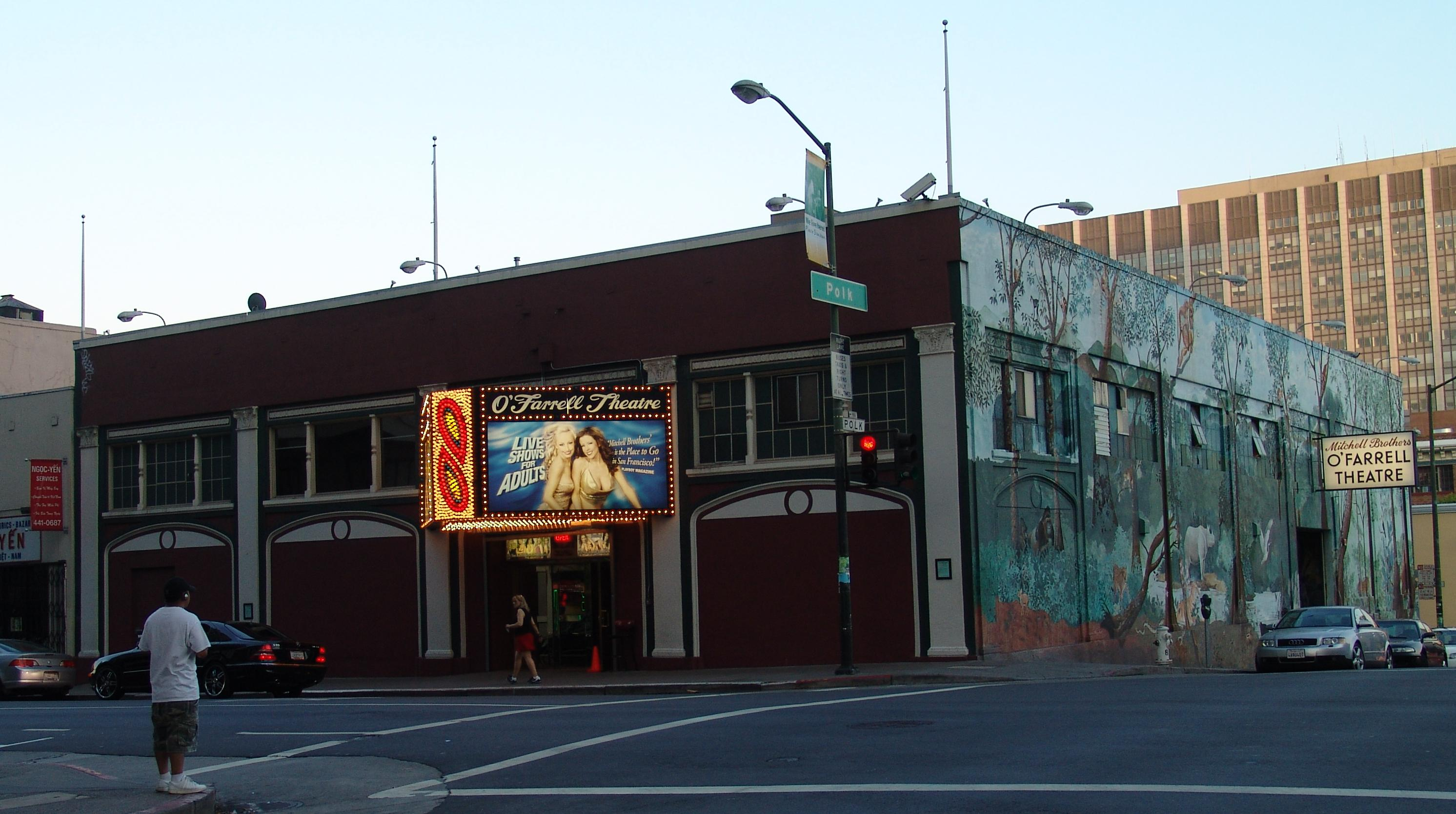
Das „Mitchell Brothers O'Farrell Theatre“ in San Francisco; ein typischer, moderner Stripclub

Während in der Vergangenheit Striptease oft von speziell ausgebildeten Tänzerinnen in dafür vorgesehenen Klubs praktiziert wurde, hat sich der Striptease der Gegenwart zu einem Massenphänomen entwickelt. Oftmals entkleiden sich Amateure auf Partys und Tanzveranstaltungen, ohne dass damit ein hoher professioneller Anspruch verbunden wäre. Eine hohe Verbreitung erreichten auch kurze Videoclips im Privatfernsehen, die auf Striptease aufbauend, die Zuschauer zur Nutzung von Telefonmehrwertdiensten bewegen sollen. Dessen ungeachtet wird in einigen, insbesondere Pariser Lokalen weiterhin der klassische Striptease inklusive Ausbildung auf hohem Niveau gepflegt.
Der 1996 erschienene Spielfilm Striptease, mit Demi Moore in der Hauptrolle der Erin Grant, spielte im Milieu US-amerikanischer Striptease-Clubs, ohne allerdings nennenswerte Hintergrundinformationen zu liefern.
Ursprünglich war der Striptease eine reine Domäne der Stripperinnen, die mit ihren erotischen Tänzen auf männliche Voyeure abzielten. Ab etwa 1980 hat sich aber auch eine eigenständige Kultur der männlichen Stripper entwickelt; in diesem Bereich sind vor allem die Chippendales zu nennen.
Eine in den 1930er Jahren verbreitete und in jüngster Vergangenheit wiederentdeckte Abwandlung des Striptease, bei der jedoch keine vollständige Entkleidung stattfindet, ist die New Burlesque. Bei dieser von Elementen des Kabaretts und Varietés geprägten Darstellung stehen weniger die sexuelle Stimulation als Fantasie und Humor im Vordergrund, was sich hinsichtlich der Darstellerinnen mitunter durch den Bruch mit den Schönheitsidealen widerspiegelt.

## Film (Auswahl)
- Live Nude Girls UNITE!, Regie: Julia Query & Vicky Funari, 2000 (Dokumentarfilm)